# ファリツ・アブドゥル・ハメード
モハメド・ファリツ・ビン・アブドゥル・ハメード（Mohammed Faritz bin Abdul Hameed、1990年1月16日 - ）は、元シンガポール代表のサッカー選手。現役時代のポジションはDF。

## 経歴
ファリツは2009年にヤング・ライオンズでプロデビュー、以降4シーズンを同チームで過ごした。
2013年1月、マレーシア・スーパーリーグに所属するシンガポール・ライオンズXIIに移籍。同月9日のATM FA戦で初出場。右サイドバックとして活躍し、同チームのリーグ制覇に貢献した。
2016年、ゲイラン・インターナショナルFCに移籍した。
2018年、ホーム・ユナイテッドに移籍した。

## 代表歴
2013年の東南アジア競技大会に出場するU-23代表に選抜され、同チームは銅メダルを獲得した。
A代表デビューは2013年6月6日の親善試合、ミャンマー代表戦であった。この試合でファリツは右からのクロスを放り込み、カイルル・アムリの得点をアシストした。

## 個人成績
2014年3月15日現在
| 国内大会個人成績 | 国内大会個人成績 | 国内大会個人成績 | 国内大会個人成績 | 国内大会個人成績 | 国内大会個人成績 | 国内大会個人成績 | 国内大会個人成績 | 国内大会個人成績 | 国内大会個人成績 | 国内大会個人成績 | 国内大会個人成績 |
| 年度             | クラブ           | 背番号           | リーグ           | リーグ戦         | リーグ戦         | リーグ杯         | リーグ杯         | オープン杯       | オープン杯       | 期間通算         | 期間通算         |
| 年度             | クラブ           | 背番号           | リーグ           | 出場             | 得点             | 出場             | 得点             | 出場             | 得点             | 出場             | 得点             |
| シンガポール     | シンガポール     | シンガポール     | シンガポール     | リーグ戦         | リーグ戦         | リーグ杯         | リーグ杯         | シンガポール杯   | シンガポール杯   | 期間通算         | 期間通算         |
| ---------------- | ---------------- | ---------------- | ---------------- | ---------------- | ---------------- | ---------------- | ---------------- | ---------------- | ---------------- | ---------------- | ---------------- |
| 2009             | Yライオンズ      |                  | Sリーグ          | 16               | 0                | -                | -                | -                | -                | 16               | 0                |
| 2010             | Yライオンズ      |                  | Sリーグ          | 20               | 0                | -                | -                | 3                | 0                | 23               | 0                |
| 2011             | Yライオンズ      |                  | Sリーグ          | 8                | 0                | -                | -                | -                | -                | 8                | 0                |
| 2012             | Yライオンズ      |                  | Sリーグ          | 24               | 0                | 2                | 0                | -                | -                | 26               | 0                |
| マレーシア       | マレーシア       | マレーシア       | マレーシア       | リーグ戦         | リーグ戦         | マレーシア杯     | マレーシア杯     | FA杯             | FA杯             | 期間通算         | 期間通算         |
| 2013             | ライオンズXII    | 9                | スーパー         | 16               | 0                | 7                | 0                | 1                | 0                | 24               | 0                |
| 2014             | ライオンズXII    | 9                | スーパー         | 7                | 0                | 0                | 0                | 2                | 0                | 9                | 0                |
| 2015             | ライオンズXII    | 9                | スーパー         |                  |                  |                  |                  |                  |                  |                  |                  |
| 通算             | シンガポール     | シンガポール     | Sリーグ          | 68               | 0                | 2                | 0                | 3                | 0                | 73               | 0                |
| 通算             | マレーシア       | マレーシア       | スーパー         | 23               | 0                | 3                | 0                | 7                | 0                | 33               | 0                |
| 総通算           | 総通算           | 総通算           | 総通算           | 91               | 0                | 5                | 0                | 10               | 0                | 106              | 0                |

## タイトル

### クラブ
シンガポール・ライオンズXII
- マレーシア・スーパーリーグ: 2013
- ピアラFAマレーシア: 2015

### 代表
シンガポール U-23
- 東南アジア競技大会

銅: 2013